# Corydalis yanhusuo
Corydalis yanhusuo es una especie de la subfamilia Fumarioideae, familia Papaveraceae.

## Descripción
Son hierbas, perennes. Tubérculo amarillo, redondeado, (de 0,5) 1-2,5 cm de diámetro. Tallos erectos, de 10-30 cm. Hojas  biternadas o casi triternadas; foliolos de 2-2.5 cm × 5-8 mm. La inflorescencia en forma de racimo laxo, con 5-15 flores; brácteas lanceoladas o estrechamente ovadas, de 5-12 × 2-5 mm, margen entero, ápice agudo, a veces brácteas inferiores ligeramente divididas.  Sépalos caducos, pequeña. Pétalos exteriores con amplias extremidades dentados, emarginada con un mucrón en primera clase; espolón del pétalo superior subrecurvado, cilíndrico, 11-13 mm. Cápsula de 20-28 mm. Semillas en 1 fila. Florece y fructifica, en el hemisferio norte, de abril a junio.

## Distribución y hábitat
Se encuentra en los pastizales en tierras altas de Anhui, Henan, Hubei, Hunan, Jiangsu, Zhejiang; cultivada en Pekín, Gansu, Shaanxi, Sichuan y Yunnan.
Esta especie es una hierba importante en la medicina tradicional china.

## Propiedades
La investigación ha indicado que el alcaloide dehydrocorybulbina (DHCB), extraído de las raíces de la planta Corydalis yanhusuo, puede ser útil para reducir el dolor neuropático.
Corydalis yanhusuo también contiene los alcaloides glaucina y palmatina. También contiene el inhibidor de la colinesterasa corydalina.

## Taxonomía
Corydalis yanhusuo  fue descrita por (Y.H.Chou & C.C.Hsu) W.T.Wang ex Z.Y.Su & C.Y.Wu y publicado en Acta Botanica Yunnanica 7 (3): 269–272, pl. 6. 1985.
Etimología
Ver: Corydalis
yanhusuo: epíteto
Sinonimia
- Corydalis turtschaninovii f. yanhusuo Y.H.Chou & C.C.Hsu[9]